# Emisja protonu
Rozpad protonowy – reakcja jądrowa rozpadu jądra atomowego, podczas której emitowany jest proton.
Ze względu na krótki czas życia (poniżej sekundy) jąder atomowych ulegających temu procesowi, nie występują one w sposób naturalny w przyrodzie, są jednak wytwarzane w laboratoriach. Pierwsze jądro emitujące protony ze stanu podstawowego (Lu-151) zostało odkryte w roku 1981 w Instytucie Badań Ciężkich Jonów w Darmstadt w Niemczech. Wcześniej znane były przypadki emisji protonowej ze stanów izomerycznych (np. jądro Co-53). Znane do tej pory jądra będące emiterami protonów należą do metali ziem rzadkich.
Rozpad protonowy należy wyraźnie odróżnić od emisji protonów opóźnionych, która najczęściej zachodzi po rozpadzie beta. W tym przypadku jądro powstałe w wyniku rozpadu znajduje się w stanie wzbudzonym i deekscytuje poprzez emisję protonu.
Przykłady izotopów, które ulegają rozpadowi protonowemu: Eu-131, Ho-141, Tm-145, Cs-112.
Przykładowe schematy rozpadu protonowego:
15171Lu → 15070Yb + 11p

13163Eu → 13062Sm + 11p